# Instituto de Tecnología de Nueva Jersey
El Instituto de Tecnología de Nueva Jersey (en inglés: New Jersey Institute of Technology, NJIT) es una universidad pública de investigación en Newark, Nueva Jersey, con un campus satélite que otorga títulos en la Jersey City. Fundado en 1881 con el apoyo de industriales e inventores locales, especialmente Edward Weston, NJIT abrió como Escuela Técnica de Newark en 1885 con 88 estudiantes. La escuela se convirtió en una universidad de ingeniería clásica: Newark College of Engineering– y luego, con la adición de una Escuela de Arquitectura en 1973, en una universidad politécnica que ahora alberga cinco colegios y una escuela. A partir del otoño de 2020, la universidad inscribe a unos 11 600 estudiantes, 2000 de los cuales viven en el campus.
NJIT ofrece 52 carreras de pregrado (licenciatura en ciencias/artes) y 67 programas de posgrado (maestría y doctorado). A través de su Honors College, también ofrece programas profesionales en Salud y Derecho en colaboración con instituciones cercanas, como la Facultad de Medicina de Rutgers y la Facultad de Derecho de Seton Hall. También está disponible el registro cruzado con la Universidad de Rutgers-Newark, que limita con su campus. NJIT está clasificado entre "R1: Universidades Doctorales - Actividad investigadora muy alta". Opera el Observatorio Solar Big Bear, el Observatorio de radio del valle de Owens (ambos en California) y un conjunto de observatorios automatizados en la Antártida, América del Sur y los Estados Unidos.
A partir de mayo de 2021, los fundadores, profesores y ex alumnos de la escuela incluyen un ganador del Premio Turing (2011), un ganador del Premio Dannie Heineman de Física Matemática (2015), 9 miembros de la Academia Nacional de Ingeniería, 2 miembros de la National Inventors Hall of Fame, 1 miembro de la Academia Nacional de Ciencias, un astronauta, ganador de la Medalla Nacional de Tecnología e Innovación, ganador de la Medalla de Oro del Congreso, ganador de la Medalla William Bowie, múltiples medallistas del IEEE y 15 Los miembros de la Academia Nacional de Inventores, incluidos 5 miembros senior. En los últimos 20 años, los graduados del NJIT han ganado catorce Goldwaters, cinco Fulbrights, un Truman, un Boren, cuatro Gilmans, tres DAAD, una beca para graduados Tau Beta Pi, una beca Humanity in Action, dos Whitakers y dieciséis becas de investigación para graduados de la NSF.
NJIT es miembro de la Association of Public and Land-grant Universities, una Sea Grant College, una Space Grant college y miembro de la Association of Collegiate Schools of Architecture. Ha participado en el Programa McNair Scholars desde 1999. Con 20 equipos universitarios, los "Highlanders" de la División I de la NCAA compiten principalmente en la America East Conference.

## Historia

### Fundación y primeros años
El Instituto de Tecnología de Nueva Jersey tiene una historia que se remonta al siglo XIX. Presentado originalmente desde el condado de Essex el 24 de marzo de 1880 y revisado con aportes de la Junta de Comercio de Newark en 1881, una ley de la Legislatura del Estado de Nueva Jersey esencialmente preparó un concurso para determinar qué municipio se convertiría en el hogar de la escuela técnica que el estado necesitaba con urgencia. El desafío era sencillo: el estado apostaría "al menos $3,000 y no más de $5,000" y el municipio que igualara la inversión del estado obtendría el derecho a establecer la nueva escuela.
La Junta de Comercio de Newark, en colaboración con el Ayuntamiento de Newark, lanzó una campaña para ganar la nueva escuela. Docenas de industriales de la ciudad, junto con otros ciudadanos privados, ansiosos por un recurso de fuerza laboral en su ciudad natal, dieron su apoyo a la recaudación de fondos. Para 1884, la colaboración de los sectores público y privado produjo éxito. La Escuela Técnica de Newark estaba lista para abrir sus puertas.
Los primeros 88 estudiantes, en su mayoría estudiantes nocturnos, asistieron a clases en un edificio alquilado en 21 West Park Street. Pronto, la instalación se volvió inadecuada para albergar a un cuerpo estudiantil en expansión. Para satisfacer las necesidades de la escuela en crecimiento, se lanzó una segunda recaudación de fondos, la primera campaña de capital de la institución, para apoyar la construcción de un edificio exclusivo para la Escuela Técnica de Newark. En 1886, bajo el liderazgo del dinámico primer director de la escuela, el Dr. Charles A. Colton, se colocó la primera piedra en la intersección de High Street y Summit Place para el edificio de tres pisos que más tarde se llamaría Weston Hall, en honor al uno de los primeros benefactores de la institución. Un edificio de laboratorio, que más tarde se llamaría Colton Hall, se agregó al campus en 1911.

### Convertirse en Newark College of Engineering
El Dr. Allan R. Cullimore dirigió la institución desde 1920 hasta 1949, transformando la Escuela Técnica de Newark en la Facultad de Ingeniería de Newark (nombre adoptado en 1930). Campbell Hall fue erigido en 1925, pero debido a la Depresión y la Segunda Guerra Mundial, solo el antiguo asilo para huérfanos de Newark, ahora Eberhardt Hall, fue comprado y renovado por la universidad en las décadas siguientes. Cullimore dejó una historia inédita de la institución fechada en 1955.
A partir de 1946, alrededor del 75% de la clase de primer año había servido en las Fuerzas Armadas de los Estados Unidos. Cullimore Hall fue construido en 1958 y dos años más tarde, el antiguo Weston Hall fue demolido y reemplazado por la estructura actual de siete pisos. Se introdujeron programas de nivel de doctorado y seis años después, en 1966, se completó una expansión de cuatro edificios de 18 acres (7,3 ha).

### Convertirse en el Instituto de Tecnología de Nueva Jersey
Con la adición de la Escuela de Arquitectura de Nueva Jersey en 1973, la institución se convirtió en una universidad tecnológica, enfatizando una amplia gama de títulos de posgrado y licenciatura y dedicada a la investigación y el servicio público significativos. El presidente William Hazell, Jr., sintió que el nombre de la escuela debería comunicar claramente esta evolución dinámica. Se solicitó a los ex alumnos sugerencias para cambiar el nombre de la institución, y la sugerencia ganadora provino de Joseph M. Anderson '25.
La sugerencia de Anderson (Instituto de Tecnología de Nueva Jersey) enfatizó convincentemente el creciente alcance de las iniciativas educativas y de investigación en una preeminente universidad de Nueva Jersey. La Junta Directiva aprobó la transición al nuevo nombre en septiembre de 1974, y Newark College of Engineering se convirtió oficialmente en el Instituto de Tecnología de New Jersey el 1 de enero de 1975. Anderson recibió las felicitaciones personales del presidente Hazell. En ese momento, el nombre de Newark College of Engineering se mantuvo para la escuela de ingeniería de NJIT.

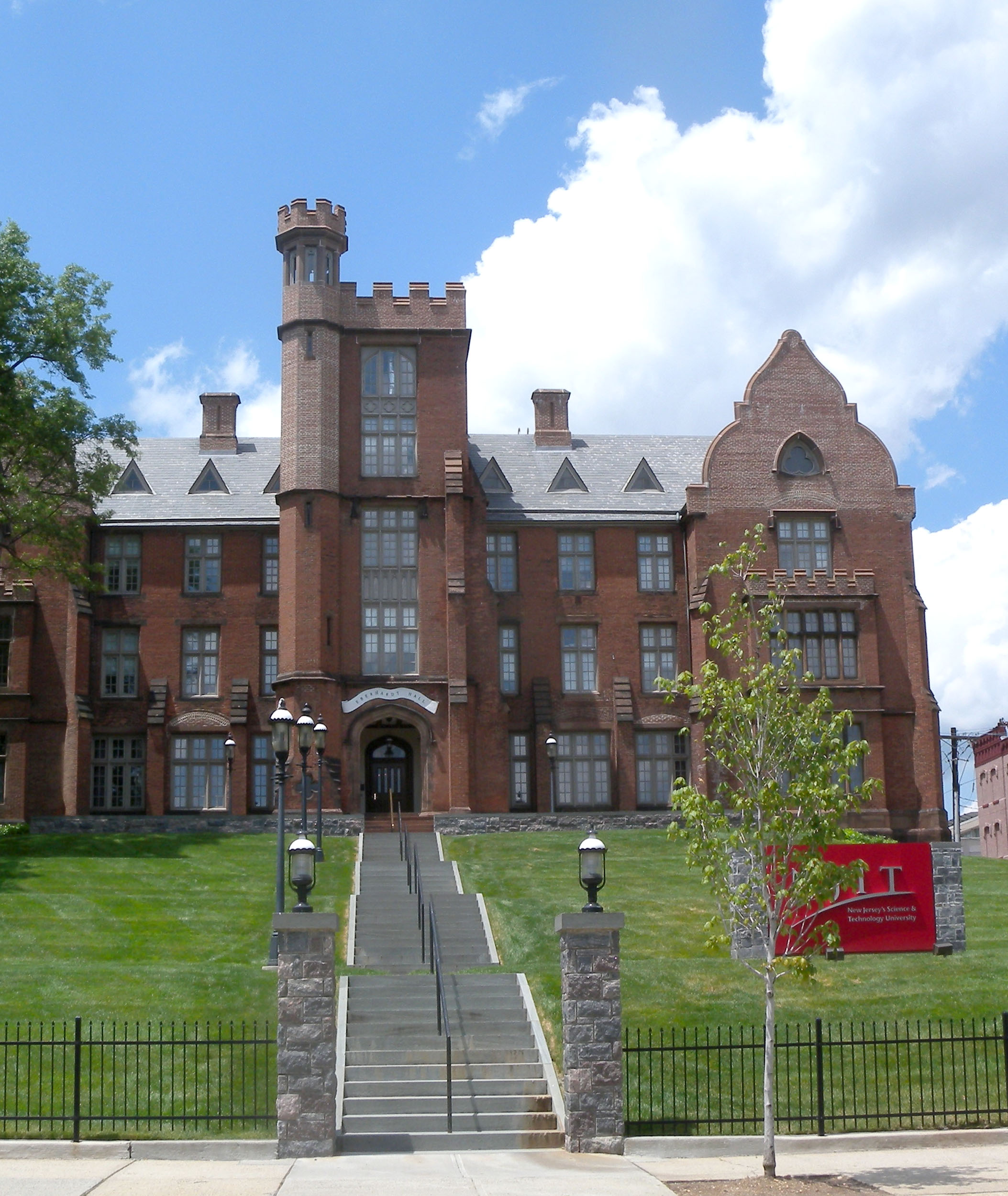
Eberhardt Hall

El establecimiento de un campus residencial y la apertura del primer dormitorio de NJIT (Redwood Hall) en 1979 iniciaron un período de crecimiento constante que continúa hoy en día bajo el Plan Maestro de Paisajismo. Se establecieron dos nuevas escuelas en la universidad durante la década de 1980, la Facultad de Ciencias y Artes Liberales en 1982 y la Escuela de Administración Industrial en 1988. El Albert Dorman Honors College se estableció en 1994, y la escuela más nueva, la Facultad de Ciencias de la Computación, fue creado en 2001.

### Historial reciente
El 2 de mayo de 2003, Robert A. Altenkirch asumió como presidente. Sucedió a Saul K. Fenster, quien fue nombrado sexto presidente de la universidad en 1978. Altenkirch se retiró en 2011 y el 9 de enero de 2012, los fideicomisarios de NJIT nombraron presidente a Joel Bloom.
En 2003, la apertura del nuevo Campus Center en el sitio del antiguo Hazell Hall centralizó los eventos sociales del campus. La construcción de un nuevo atrio, librería, mostrador de información, comedor, laboratorio de computación y nuevas oficinas de organizaciones estudiantiles continuó en 2004. En 2005, se demolió una fila de talleres de reparación de automóviles adyacentes al campus. En 2006, la construcción de una nueva residencia fuera del campus por parte de American Campus Communities comenzó en la ubicación de los chop shops. La nueva sala, inaugurada en 2007, recibe el nombre de Centro Universitario.
También en 2005, Eberhardt Hall fue completamente renovado y reinaugurado como el Centro de Antiguos Alumnos y la puerta de entrada simbólica a la universidad. Su torre restaurada era el logotipo de la antigua Facultad de Ingeniería de Newark y fue diseñada por Kevin Boyajian y Scott Nelson. Se lanzó una campaña de cambio de marca con el eslogan actual , "NJIT - New Jersey's Science and Technology University - The Edge in Knowledge", para enfatizar la posición única de NJIT como la universidad de investigación preeminente centrada en la ciencia y la tecnología de Nueva Jersey.
Recientemente, la escuela cambió su escuela de administración acreditada a una escuela de negocios acreditada por AACSB. La escuela de negocios se enfoca en utilizar la tecnología para satisfacer las necesidades comerciales. La escuela se beneficia de su proximidad a la ciudad de Nueva York; en particular, Wall Street está a solo veinticinco minutos. La escuela también tiene una fuerte colaboración académica con la cercana escuela de negocios de Rutgers. En 2008, NJIT inició un programa con el Heritage Institute of Technology (HIT) en Bengala Occidental, India, en virtud del cual 20 estudiantes de HIT vienen a NJIT para realizar pasantías de verano.
En 2009, la Escuela de Arquitectura de Nueva Jersey se reorganizó como la Facultad de Arquitectura y Diseño (CoAD). Dentro de la universidad, continúa la Escuela de Arquitectura de Nueva Jersey, y se le unió la recién establecida Escuela de Arte + Diseño.
En junio de 2010, NJIT completó oficialmente la compra del antiguo edificio Central High School que se encuentra entre los campus de NJIT y Rutgers-Newark. Con la finalización de la compra, Summit Street, desde Warren Street hasta New Street, se convirtió en una pasarela peatonal. Posteriormente, el edificio de la Escuela Secundaria Central fue ampliamente renovado, conservado y actualizado según el Plan Maestro del Campus, que incluía derribar el Kupfrian Hall para crear más vegetación.
Las instalaciones agregadas en 2016-18 incluyen: el Wellness and Events Center (WEC) de usos múltiples de 209,000 pies cuadrados que cuenta con una arena con asientos retráctiles que puede acomodar a 3,500 espectadores o 4,000 participantes del evento; un Centro de Ingeniería y Ciencias de la Vida de 24,000 pies cuadrados; un Makerspace de 10,000 pies cuadrados y un estacionamiento con espacios para 933 autos.
La universidad otorgó 2951 títulos en 2017, incluidos 1512 de licenciatura, 1281 de maestría y 59 de doctorado. Se prevé que la inscripción, actualmente en 11.423, llegue a 12.200 para 2020.

## Programas académicos

### Admisiones
Los criterios de admisión consisten en:
- expediente académico de la escuela secundaria
- Puntajes de exámenes estandarizados (puntajes SAT o ACT)
- El rango de clase
- Portafolio: Los aspirantes a las carreras de Arquitectura, Diseño Digital, Diseño Industrial y Diseño de Interiores deben presentar un portafolio de su trabajo creativo.

El puntaje promedio del SAT (matemáticas+verbal solamente) para inscribir a estudiantes de primer año en el otoño de 2018 es 1288 (662 Matemáticas, 626 Verbal).
El puntaje promedio del SAT (solo matemáticas+verbal) para inscribir a estudiantes de primer año en Honors College en el otoño de 2018 es 1470.
El puntaje mínimo del SAT (solo matemáticas+verbal) para inscribir a estudiantes de primer año en el programa acelerado BS/MD, que se ejecuta en combinación con la Escuela de Medicina de Nueva Jersey (Rutgers), es 1450.
La proporción de estudiantes entre hombres y mujeres es de aproximadamente 3,2 a 1, y la proporción de estudiantes por docente es de 20 a 1.

### Clasificaciones
- En noviembre de 2021, en una clasificación de emprendimiento realizada por Princeton Review, NJIT ocupó el puesto 34 en los Estados Unidos entre casi 300 escuelas con ofertas de emprendimiento.[40]
- En julio de 2021, en un artículo titulado "El mejor nuevo talento tecnológico puede no estar donde piensas: una guía para contratar de universidades en 2021" publicado por HackerRank, NJIT ocupó el primer lugar en cuatro de cinco habilidades de lenguaje de programación según el pase de certificación de tarifas.[41]
- En la edición de 2021 de QS World University Ranking USA, NJIT ocupó el puesto 90 (empate de 2 vías) entre las 352 instituciones estadounidenses enumeradas (más de 750 consideradas).[42]
- En la edición 2020 de QS World University Rankings: USA, NJIT ocupó el puesto 74.[43] El ranking enumeró 302 instituciones estadounidenses.
- En abril de 2019, el programa de pregrado en ingeniería biomédica de NJIT ocupó el sexto lugar en el país según BestValueSchools.com.[44]
- En abril de 2018, Forbes clasificó a NJIT como el número 1 en el país en movilidad ascendente definida en términos de mover a los estudiantes del quinto inferior de la distribución de ingresos al quinto superior.[45]
- En las clasificaciones en línea de 2018 de US News , cuatro de los programas de posgrado en línea de NJIT se clasificaron entre los 100 mejores del país, incluidos sus programas de tecnología de la información, que ocuparon el puesto 17.[46]
- En el Informe de ROI universitario de 2017 de Payscale, que cubre 1833 instituciones, NJIT ocupó el puesto 27 y 42 en cuanto a retorno de la inversión, según la matrícula dentro y fuera del estado, respectivamente.[47]
- En 2016, NJIT ocupó el puesto número 3 en una lista de "11 universidades públicas donde los graduados ganan seis cifras" publicada por "Money Magazine".[48]
- NJIT ocupó el puesto 133 entre 662 universidades en los Estados Unidos en gastos de I + D en 2016 por la Fundación Nacional de Ciencias (NSF).[49]
- En 2015, NJIT ocupó el puesto número 3 en la lista de Business Insider de "Las 50 universidades más subestimadas de Estados Unidos" (alto empleo al graduarse y salario promedio alto)[50]
- En 2015, NJIT se clasificó entre las 25 mejores universidades por ganar seis cifras antes de obtener un título de posgrado en la lista de Time's Money.[51]
- En 2013, BuzzFeed clasificó a NJIT como el "valor" universitario número 1 en el país (según el costo versus el salario inicial de los recién graduados).[52][53]
- NJIT ocupó el puesto 434 entre alrededor de 20,000 colegios y universidades en el mundo por Webometrics en enero de 2011. [64]
- NJIT se clasificó entre las 100 mejores universidades del mundo en Ciencias de la Computación en 2009 y en 2010 por Academic Ranking of World Universities.[54][55]

| Clasificaciónes académicas | Clasificaciónes académicas |
| Nacional                   | Nacional                   |
| -------------------------- | -------------------------- |
| ARWU                       | 169-179                    |
| Forbes                     | 189                        |
| THE/WSJ                    | 177                        |
| U.S. News & World Report   | 103                        |
| Washington Monthly         | 127                        |
| Mundial                    |                            |
| ARWU                       | 701-800                    |
| QS                         | 701-750                    |
| THE                        | 501-600                    |
| U.S. News & World Report   | 813                        |

## Facultades y escuelas
Compuesta por cinco colegios y una escuela, la universidad está organizada en 21 departamentos, tres de los cuales, Ciencias Biológicas, Historia y Artes Teatrales, están federados con Rutgers-Newark, cuyo campus colinda con el NJIT.
Con una población estudiantil que es 15% internacional, NJIT se encuentra entre las universidades nacionales con mayor diversidad étnica del país.
Tiene múltiples opciones de estudio en el extranjero junto con amplias oportunidades de cooperación, pasantías y servicios.

### Facultad de Ingeniería de Newark (NCE)
Newark College of Engineering, que se estableció en 1919, es una de las escuelas de ingeniería profesional más grandes y antiguas de los Estados Unidos. Ofrece 13 programas de licenciatura, 16 de maestría y 10 de doctorado. La matrícula de pregrado es de más de 2500, y más de 1100 están matriculados en estudios de posgrado. La facultad de 150 miembros incluye ingenieros y académicos que son ampliamente reconocidos en sus campos. Se estima que uno de cada cuatro ingenieros profesionales en el estado de Nueva Jersey son alumnos de NCE. La NCE tiene más de 40.000 ex alumnos vivos.

### Facultad de Ciencias y Artes Liberales (CSLA)
La Facultad de Ciencias y Artes Liberales se formó en 1982. Originalmente se la conocía como la Tercera Facultad y fue precedida por la Facultad de Ingeniería de Newark y la Escuela de Arquitectura de Nueva Jersey. En 1986, su nombre fue cambiado a Facultad de Ciencias y Artes Liberales como resultado de una misión y dirección más claramente definidas. Con un crecimiento constante desde entonces, CSLA ha generado dos de las universidades de NJIT: Albert Dorman Honors College, que se desarrolló a partir del Programa de Honores que se fundó en CSLA en 1985, y la Facultad de Ciencias de la Computación, que se desarrolló a partir de Computación y Ciencias de la Información de CSLA. Departamento.
Hoy en día, la universidad consta de seis departamentos académicos:
- Ciencias Biologicas
- Química y Ciencias Ambientales
- Historia federada
- Humanidades
- Ciencias Matemáticas
- Física

CSLA también alberga:
- Departamento de Estudios Aeroespaciales[72]
- Programa de artes teatrales de Rutgers/NJIT[65]
- Programa Interdisciplinario en Ciencia de Materiales[73]
- Centro de Matemática Aplicada y Estadística[74]
- Centro de Investigaciones Solares[75]
- Observatorio solar Big Bear[76]
- Conjunto solar del valle de Owens[77]

### Facultad de Arquitectura y Diseño J. Robert y Barbara A. Hillier (HCAD)
La Facultad de Arquitectura y Diseño alberga la Escuela de Arquitectura (SoA) y la Escuela de Arte y Diseño. La universidad ofrece títulos universitarios en arquitectura, diseño digital, diseño industrial y diseño de interiores, así como títulos de posgrado en arquitectura, planificación de infraestructura y sistemas urbanos. HCAD es la única universidad en NJIT que tiene su propia biblioteca designada. La biblioteca contiene materiales relacionados con las carreras que se ofrecen en HCAD en forma de publicaciones periódicas, materiales de referencia, libros raros, materiales visuales (es decir, dibujos arquitectónicos, grabados, postales, mapas, etc.), bases de datos digitales y una biblioteca de materiales.
La universidad ofrece un programa de verano preuniversitario para estudiantes de secundaria.

### Facultad de Ciencias de la Computación Ying Wu (YWCC)
El departamento de Ciencias de la Computación, parte de la Facultad de Ciencias de la Computación de Ying Wu, es el más grande de NJIT y comprende más de una quinta parte de la población estudiantil. También es el departamento de informática más grande entre todas las universidades de investigación en el área metropolitana de Nueva York.
El departamento ofrece una gama completa de programas de grado en informática (BA/BS, MS y PhD), además de programas interdisciplinarios emergentes: Telecomunicaciones (MS), Bioinformática (BS/MS) y Computación y Negocios (BS/MS) . El título de Bioinformática también está disponible en una opción de pre-medicina.
En diciembre de 2019, la escuela abrió un sitio satélite en Jersey City que se enfoca en la capacitación en tecnología financiera para quienes trabajan en la industria financiera en Wall Street y en la ciudad de Jersey.

### Escuela de Administración Martin Tuchman (MTSM)
La Escuela de Administración Martin Tuchman se estableció en 1988 y fue acreditada por la Association to Advance Collegiate Schools of Business en 1997. Ofrece programas en finanzas, contabilidad, marketing, sistemas de información gerencial, negocios internacionales, emprendimiento tecnológico y comunicaciones corporativas en conjunto con la Universidad de Rutgers.
Los títulos disponibles incluyen un programa de Licenciatura en Ciencias (cuatro años, 124 créditos), un programa de Maestría en Ciencias en administración (30 créditos) y dos programas de Maestría en Administración de Empresas (MBA): uno regular (48 créditos; dos años para estudiantes a tiempo parcial, tres o cuatro años para estudiantes a tiempo parcial) y el otro un programa Executive MBA acelerado de 18 meses para gerentes y profesionales. MTSM también ofrece un Ph.D. Licenciatura en Ciencias de Datos Empresariales. Las áreas de investigación incluyen fintech, gestión de la innovación y el avance de las tecnologías en el dominio comercial, incluido el aprendizaje profundo y los libros contables distribuidos.
MTSM alberga programas de emprendimiento para la comunidad regional, incluidos NSF I-Corps, New Venture Assistance Program y Greater Newark-Jersey City Regional Business Model Competition.

## Investigación
Los gastos de investigación y desarrollo de NJIT fueron de $142 millones en 2017 y $162 millones en 2018. Las áreas de enfoque incluyen matemáticas aplicadas, ciencia de materiales, ingeniería biomédica, ciberseguridad y física solar-terrestre, de las cuales el Centro de Investigación Solar-Terrestre es un líder mundial. Un agente clave en el desarrollo económico regional, NJIT alberga VentureLink, formalmente el Centro de Desarrollo Empresarial (EDC), una incubadora de negocios en el campus que alberga más de 90 nuevas empresas, y el Instituto de Innovación de Nueva Jersey (NJII) que ofrece servicios de I+D a las empresas.

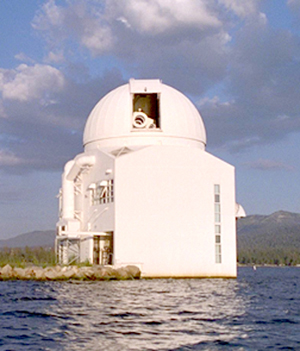
Observatorio Solar Big Bear

La universidad ha realizado investigaciones en nanotecnología, física solar-terrestre, ciencia de polímeros y el desarrollo de una tecnología de armas inteligentes. Los centros universitarios de investigación incluyen el Centro Nacional de Transporte y Productividad Industrial y SmartCampus. La universidad alberga la oficina de Metro New York FIRST Robotics. La universidad también alberga el Centro de Investigación Solar-Terrestre que posee y opera el Observatorio Solar Big Bear, el observatorio solar más grande del mundo, ubicado en Big Bear Lake, California, y opera el Conjunto solar de Owens Valley, cerca de Bishop, California.

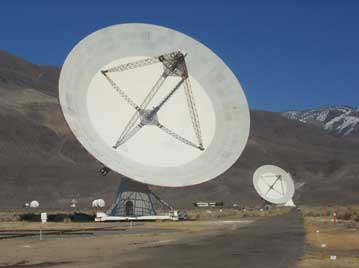
Conjunto solar de Owens Valley

En el pasado, NJIT albergaba el Centro de Comunicaciones y Conferencias Computarizadas (CCCC), un centro de investigación que se especializaba en comunicación mediada por computadora. Los sistemas que resultaron de esta investigación son el Sistema de Intercambio de Información Electrónica, así como las continuaciones: El Sistema de Intercambio de Información Electrónica 2 (EIES2), y el Sistema de Intercambio de Información Electrónica Adaptable (TEIES). Uno de los desarrollos más destacados de EIES fue el del "Aula Virtual", un término acuñado por la Dra. Starr Roxanne Hiltz. Esta fue la primera plataforma de aprendizaje electrónico del mundo y fue única en el sentido de que evolucionó hacia un sistema de comunicaciones existente, en lugar de tener un sistema creado específicamente para él. Con sus misiones completadas, el CCCC y el EIES terminaron a mediados de los 90.
La universidad actualmente opera una sala limpia de Clase 10 y una sala limpia de Clase 1000 en el campus con fines académicos y de investigación, incluida la investigación contra el bioterrorismo.
La universidad también mantiene un grupo de supercomputadoras avanzadas de 67 nodos en su Departamento de Matemáticas con fines de investigación.
NJIT lleva a cabo investigaciones de seguridad cibernética en varias áreas, incluido el intercambio de información entre dominios, la seguridad y la privacidad de los datos, la extracción de datos para la detección de malware, la seguridad de la información geoespacial, las redes sociales seguras y la computación en la nube segura. La universidad está designada Centro Nacional de Excelencia Académica (CAE) en Educación en Defensa Cibernética hasta el año académico 2020 por la Agencia de Seguridad Nacional y el Departamento de Seguridad Nacional.

### Bibliotecas y archivos que apoyan la investigación
La biblioteca principal de NJIT, la biblioteca Robert W. Van Houten, está ubicada en el edificio Central Avenue, una instalación para el estudio silencioso y grupal, la investigación y la búsqueda de fuentes impresas y en línea. Desde 1997, Van Houten Information Commons ha albergado 120 estaciones de trabajo informáticas.
La Biblioteca de Arquitectura y Diseño Barbara and Leonard Littman está ubicada en Weston Hall. Alberga una colección central que incluye libros impresos y electrónicos, revistas, mapas, dibujos, modelos, imágenes electrónicas, muestras de materiales y más de 70 000 diapositivas.
Entre los recursos de información de NJIT se incluyen el archivo histórico de la universidad, que incluye elementos desarrollados y fabricados por Edward Weston, científico, inventor prolífico y miembro fundador del consejo de administración de la universidad. La colección de artefactos y libros raros del Dr. Weston se encuentra en la Biblioteca Van Houten y está disponible para los estudiosos interesados en la historia de la ciencia y la tecnología.

## Vida residencial

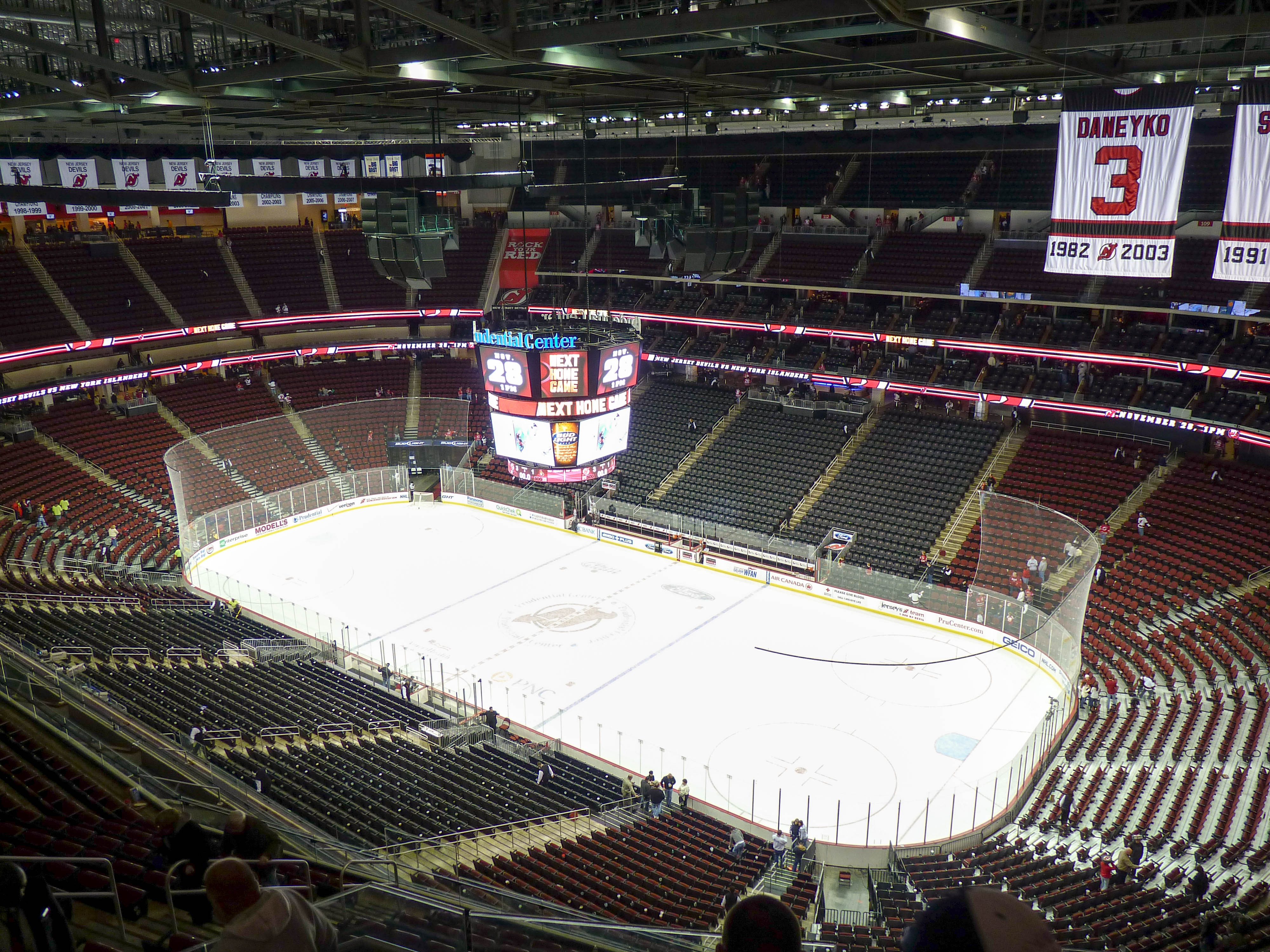
NJIT juega hockey sobre hielo a nivel de club en el Prudential Center en la Colonial States College Hockey Conference

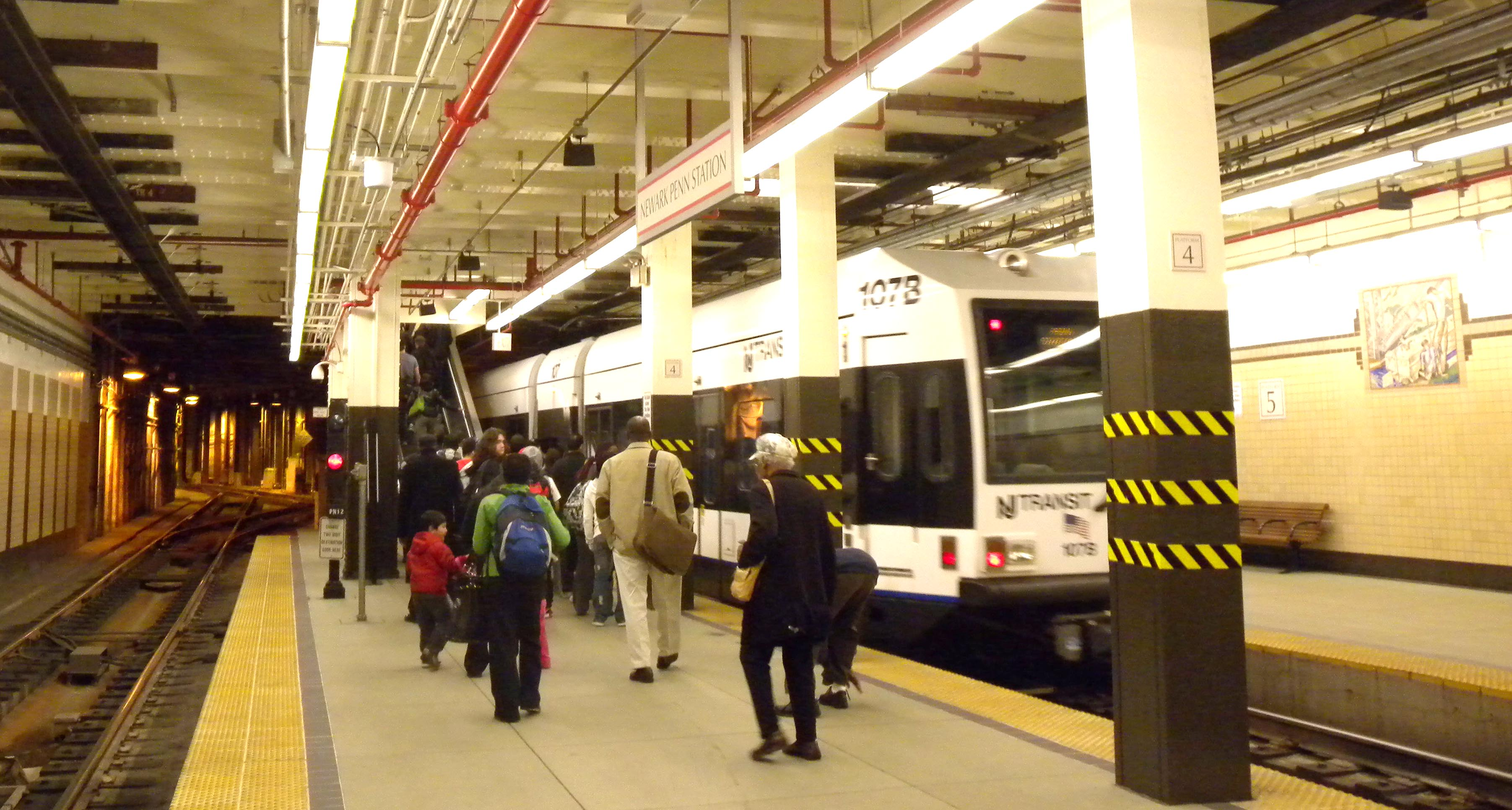
El acceso a/desde NJIT se ve mejorado por el sistema Newark Light Rail que tiene una estación en el campus en Warren Street. El tren ligero termina en la estación Penn de Newark, donde está disponible el acceso ferroviario de PATH y NJ Transit a la ciudad de Nueva York

### Vivienda: en el campus
Alrededor del 80% de los estudiantes de NJIT viajan al campus. La comunidad Residence Life (en el campus) actualmente incluye un poco más de 2200 estudiantes.
Hay cinco residencias universitarias en el campus de NJIT. Redwood Hall, construido en 1978, fue el primero, seguido de Cypress, Oak y Laurel (construido en 1997 y ampliado en 1999). Cypress y Redwood se utilizan principalmente para estudiantes de primer año, mientras que Laurel y Oak albergan a estudiantes de último año. El quinto, Warren Street Village, que abrió sus puertas en el otoño de 2013, brinda alojamiento a los estudiantes de Dorman Honors College y varias casas griegas que juntas brindan espacio para unos 600 estudiantes. Warren Street Village también alberga el Albert Dorman Honors College.

### Vivienda: fuera del campus
En 2007 se completó una nueva sala de residentes casi en el campus conocida como University Center (administrada por American Campus Communities). Ubicado cerca del edificio Guttenberg Information Technologies Center (GITC) de NJIT, alberga a estudiantes de NJIT, Rutgers–Newark, New Jersey Medical School (Rutgers) y la Universidad Seton Hall. Muchos estudiantes de instituciones locales encuentran alojamiento en vecindarios y pueblos cercanos, incluidos Harrison, Kearny, Fairmount y East Orange.

## Atletismo

### Deportes y equipos
NJIT patrocina 20 equipos deportivos universitarios, incluidos 19 equipos de la División I de la NCAA y 1 equipo de la División II de la ACHA. También patrocina 6 deportes a nivel de club. Sus equipos se llaman Highlanders . Los colores de la escuela son rojo y blanco con acento azul. Los equipos de NJIT compiten en el nivel de la División I de la NCAA principalmente como miembros de la America East Conference (AEC). Varios equipos tienen afiliaciones fuera de AEC de la siguiente manera: el voleibol masculino compite en la Asociación de Voleibol Intercolegial del Este (EIVA), el equipo de esgrima masculino es miembro de la Asociación Universitaria de Esgrima del Atlántico Medio (MACFA), el tenis femenino y masculino compiten en la Big South Conference. A partir de 2016, el equipo femenino de esgrima es independiente.
El 6 de diciembre de 2014, el equipo de baloncesto de NJIT, sin clasificación e independiente en ese momento, fue noticia en los informes deportivos nacionales cuando derrotaron a los Wolverines de Michigan clasificados a nivel nacional (#17).
Los deportes de la División I de la NCAA en NJIT son:
| Deporte                                                                             | Género                | Género                | Notas                                                                   |
| Deporte                                                                             | M                     | F                     | Notas                                                                   |
| División I de la NCAA                                                               | División I de la NCAA | División I de la NCAA | División I de la NCAA                                                   |
| ----------------------------------------------------------------------------------- | --------------------- | --------------------- | ----------------------------------------------------------------------- |
| Béisbol                                                                             | Sí                    | No                    |                                                                         |
| Baloncesto                                                                          | Sí                    | Sí                    |                                                                         |
| Cross country                                                                       | Sí                    | Sí                    |                                                                         |
| Esgrima                                                                             | Sí                    | Sí                    | Los hombres compiten en MACFA, las mujeres compiten como independientes |
| Lacrosse                                                                            | Sí                    | No                    |                                                                         |
| Fútbol                                                                              | Sí                    | Sí                    |                                                                         |
| Natación                                                                            | Sí                    | No                    |                                                                         |
| Buceo                                                                               | Sí                    | No                    |                                                                         |
| Tenis                                                                               | Sí                    | Sí                    | Compite en la Big South Conference                                      |
| Atletismo                                                                           | Sí                    | Sí                    | Interior                                                                |
| Atletismo                                                                           | Sí                    | Sí                    | Al aire libre                                                           |
| Voleibol                                                                            | Sí                    | Sí                    | El equipo compite en la Eastern Intercollegiate Volleyball Association  |
| División II de la ACHA                                                              |                       |                       |                                                                         |
| Hockey sobre hielo                                                                  | Sí                    | No                    | Compite en la Colonial States College Hockey Conference                 |
| A nivel de club                                                                     |                       |                       |                                                                         |
| Tiro con arco, Bolos, Críquet, Hockey sobre hielo, Artes marciales mixtas, Ultimate |                       |                       |                                                                         |

### Instalaciones

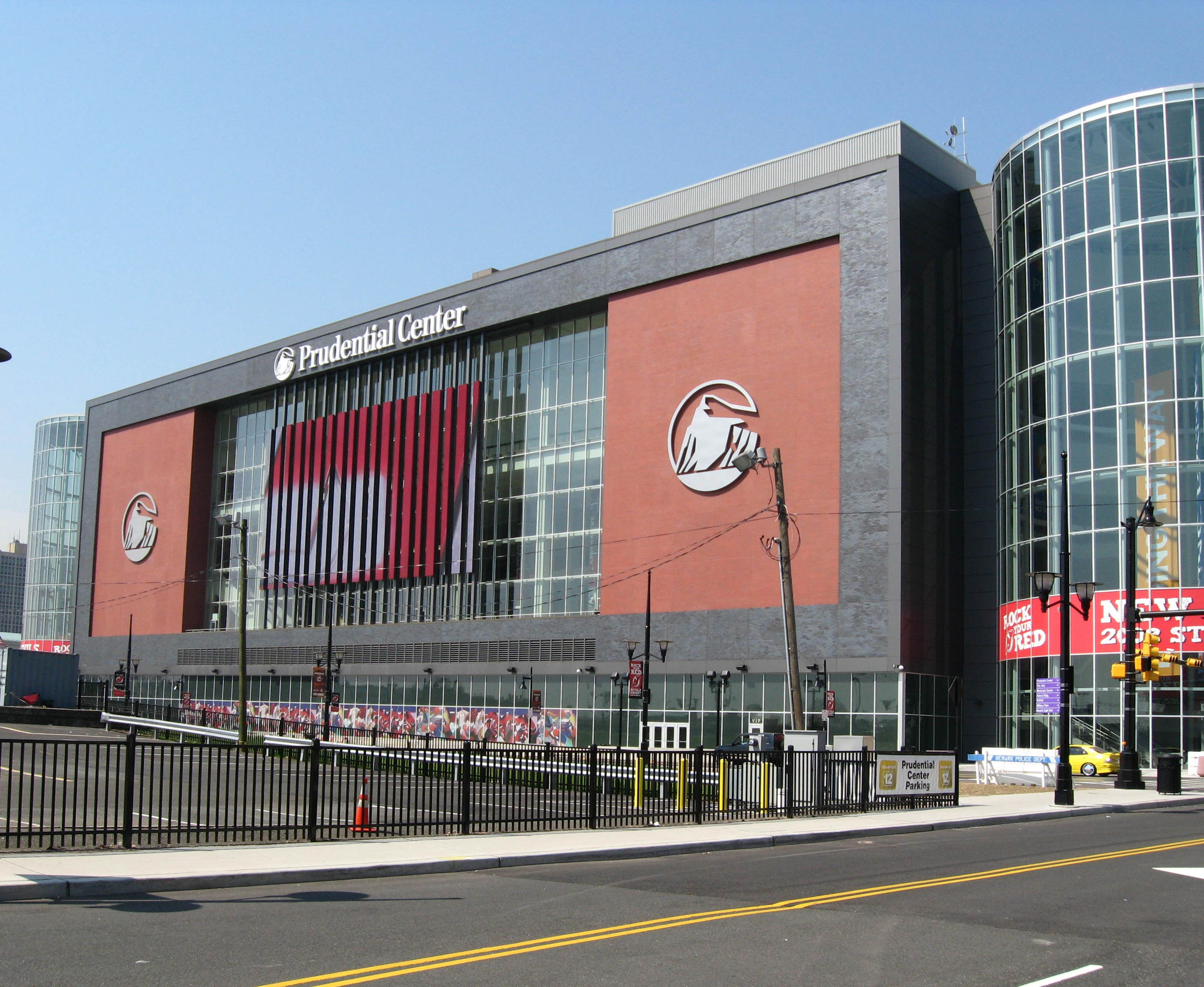
Prudential Center

En los últimos años, NJIT ha ampliado y mejorado ampliamente sus instalaciones deportivas y recreativas. En 2017 abrió el Wellness and Events Center (WEC), una instalación importante que incluye un estadio de baloncesto/voleibol de 3500 asientos que se puede convertir en un espacio para eventos con capacidad para 4000 asistentes. En 2019 se inauguró un nuevo campo de fútbol/lacrosse. El WEC reemplazó al Estelle & Zoom Fleisher Athletic Center.